# Erevanska stolnica
Erevanska stolnica ali Stolnica svetega Gregorja Razsvetitelja (armensko Սուրբ Գրիգոր Լուսավորիչ մայր եկեղեցի, Surb Grigor Lusavorič majr jekegheci) je trenutno največja stolnica armenske apostolske cerkve na svetu. Stoji v okrožju Kentron (osrednje okrožje) v Erevanu, glavnem mestu Armenije in velja za eno največjih verskih zgradb na Južnem Kavkazu, skupaj s stolnico Svete Trojice v Tbilisiju (znano kot stolnica Sameba). Tik ob metroju generala Andranika je vidna iz mnogih kotičkov Erevana.

## Zgodovina
Stolnica je bila zgrajena na pobudo katolikosa Vazgena I. Gradnja se je začela 7. aprila 1997 z blagoslovom tal, ki ga je izvedel katolikos Karekin I.  Cerkveni kompleks je zasnoval arhitekt Stepan Kjurkčjan, gradnja pa je bila končana leta 2001.
Posvečenje stolnice je bilo 23. septembra 2001, ob 1700-letnici razglasitve krščanstva za državno vero v Armeniji. V stolnici so relikvije svetega Gregorja Razsvetitelja in sveti ostanki svetega Gregorja, ki so jih prinesli iz Neaplja v Italiji. Kmalu po posvetitvi stolnice je papež Janez Pavel II. obiskal stolnico. 

## Arhitektura
Ogromna stolnica je kompleks, sestavljen iz treh cerkva: stolnica (glavna cerkev) s 1700 sedeži in kapele kralja, svetega Tiridata in njegove žene kraljice svete Ašken (obe s 150 sedeži). Ti dve kraljevi figuri sta bili ključna pomočnika svetega Gregorja pri spreobračanju Armenije v krščanstvo. Zvonik (ki ga sestavlja več kot 30 obokov) in dvorišče sta nameščena na vhodu v stolnico. V spodnjem nadstropju glavne cerkve so dvorane tako za sprejeme kot za cerkvene dejavnosti.
Skupna površina kompleksa je približno 3822 kvadratnih metrov, medtem ko je višina stolnice od tal do vrha križa 54 metrov .
Glavna cerkev kompleksa je bila zgrajena z donacijo Richarda Aleksandra Manoogiana in Louise Manoogian Simone v spomin na pokojnega očeta, filantropa, podjetnika in nekdanjega predsednika AGBU (Armenska splošno dobronamerna unija) Alexa Manoogiana in njegove žene Marie Manoogian.  Na drugi strani je bila gradnja obeh kapelic kompleksa zaključena z donacijo Nazarja in Artemide Nazarian ter Kevorka in Linde Kevorkian, zvonik pa je bil postavljen z donacijo Eduarda Eurnekiana.

## Galerija
- Stolnica in konjeniški kip generala Andranika Ozanijana
- Stolnica je zgrajena iz oranžnega tufa iz Anija
- Kamnita plošča z napisom v armenščini
- Oltar
- Vitraj v stolnici